# 12 라운드
《12 라운드》(영어: 12 Rounds)는 2009년 공개된 미국의 액션 영화이다. 속편으로 《12 라운드 2》(2013), 《12 라운드 3: 락다운》(2015)이 있다.

## 줄거리
무기상 마일스 잭슨은 FBI와 경찰 대니 피셔, 행크 카버에게 쫓기던 중 여자친구 에리카가 사망하자 복수를 맹세한다. 일년 뒤 탈옥한 잭슨은 대니의 집과 차를 폭파하는 "1 라운드"를 시작으로, "12 라운드"로 구성된 죽음의 게임 속으로 대니를 끌어들인다.

## 출연
- 존 시나 - 대니 피셔 역
- 에이든 길런 - 마일스 잭슨 역
- 애슐리 스콧 - 몰리 포터 역
- 브라이언 화이트 - 행크 카버 역
- 테일러 콜
- 스티브 해리스
- 곤잘로 머넨데즈
- 트레비스 데이비스
- 카일 클레먼츠
- 빌리 슬로터
- 피터 투이아서소포
- 닉 고메즈

## 기타 제작진
- 배역: 존 팹시데라
- 미술: 니컬러스 런디
- 의상: 질 뉴얼